# Sillavengo
Sillavengo (piemontesisch Silavengh, lombardisch Scilavengh) ist eine Gemeinde mit 545 Einwohnern (Stand 31. Dezember 2023) in der italienischen Provinz Novara (NO), Region Piemont.
Die Nachbargemeinden sind Arborio (VC), Briona, Carpignano Sesia, Castellazzo Novarese, Ghislarengo (VC), Landiona und Mandello Vitta.

## Geographie
Das Gemeindegebiet umfasst eine Fläche von neun km².